# Gallieniellidae
Gallieniellidae – rodzina pająków z infrarzędu Araneomorphae i nadrodziny Gnaphosoidea. 
Takson ten wprowadzony został w 1947 roku przez Jaka Millota.  Rodzinę tę zalicza się do "niższych" przedstawicieli Gnaphosoidea. Wyniki analizy filogenetycznej Platnicka wskazują, że stanowi ona grupę siostrzaną dla Trochanteriidae.
Podobnie jak inne "niższe" Gnaphosoidea, pająki te zachowały dystalny człon przednio-bocznych kądziołków przędnych. Od pozostałych przedstawicieli tej grupy wyróżniają się jednak wydłużonymi szczękoczułkami z długimi, podłużnie ustawionymi kłami jadowymi, czym przypominają ptaszniki.
Rodzina ta początkowo uznawana była za endemiczną dla Madagaskaru. Według nowszej wiedzy zasiedla również Komory, RPA i Australię. W 2002 roku opisano rodzaj Toxoniella z Kenii, który jednak w 2013 przeniesiono do Liocranidae.
Zalicza się tu 55 opisanych gatunków z 10 rodzajów:
- Austrachelas Lawrence, 1938
- Drassodella Hewitt, 1916
- Galianoella Goloboff, 2000
- Gallieniella Millot, 1947
- Legendrena Platnick, 1984
- Meedo Main, 1987
- Neato Platnick, 2002
- Oreo Platnick, 2002
- Peeto Platnick, 2002
- Questo Platnick, 2002